# Oxyopes pulchellus
Oxyopes pulchellus är en spindelart som först beskrevs av Lucas 1858.  Oxyopes pulchellus ingår i släktet Oxyopes och familjen lospindlar.
Artens utbredningsområde är Kongo. Inga underarter finns listade i Catalogue of Life.